# Tadas Babelis
Tadas Babelis (* 25. Februar 1997 in Vilnius) ist ein litauischer Tennisspieler.

## Karriere
Babelis spielte bis 2015 auf der ITF Junior Tour. In der Jugend-Rangliste erreichte er mit Rang 167 seine höchste Notierung.
Bei den Profis spielte Babelis das erste Turnier 2013 auf der ITF Future Tour. 2015 platzierte er sich im Einzel und Doppel das erste Mal in der Tennisweltrangliste. Im selben Jahr wurde er auch erstmals in das litauische Davis-Cup-Mannschaft berufen, wo er das unbedeutende letzte Match der Begegnung gegen Slowenien verlor. Auch in den zwei Folgejahren spielte er für sein Land, verlor aber alle seine Einzelpartien und gewann nur ein Doppelmatch.
2017 begann Babelis ein Studium an der North Carolina State University, für die er auch College Tennis spielte. Während dieser Zeit gewann er im Doppel 2018 seine ersten zwei Future-Titel im Doppel. Das Jahr beendete er erstmals in den Top 1000 der Weltrangliste. 2021 gewann er seinen dritten Doppeltitel. Im Einzel gewann er 2021 einmal das Halbfinale. 2022 schloss er das Studium mit dem Bachelor ab. Seitdem spielte er nur wenige Turniere. 2023 stand er erstmals seit 2017 wieder im Davis-Cup-Team und gewann sein Doppel.